# 亞利安4號運載火箭
亞利安4號運載火箭屬於一次性使用運載火箭，是阿丽亚娜系列运载火箭的第4款型号。由法國國家太空研究中心設計、製造；行銷單位則是亞利安太空公司。
亞利安4號運載火箭發展計畫在1983年逐步成形，首次成功發射日期是1988年6月15日。整個發射系統的主要紀錄:歐洲的衛星發射系統發射了113次亞利安4號運載火箭，其中僅有3次失敗的紀錄。亞利安4號運載火箭提供了更大的酬載，從亞利安三號運載火箭的1700公斤直接提升到可以將4800公斤的物品送至地球同步轉移軌道，然而實際上亞利安4號運載火箭最大地球轉移同步軌道酬載重量高達4946公斤，超出原先設計。 亞利安4號運載火箭擁有數種的變形體－可以裝製二枚到四枚額外的固体火箭助推器或液体火箭助推器。而亞利安4號運載火箭的酬載艙之名稱為Spelda，也可同時發射超過一顆以上的衛星。

## 技術諸元
亞利安四號AR-40型運載火箭是所有亞利安4號運載火箭中最基本的型態，是一臺三節式運載火箭，高度是58.4公尺，直徑是3.8公尺，發射質量可達245公噸，最大酬載能力達2100公斤到地球同步轉移軌道；5000公斤到低地球軌道，主引擎是四顆維京2B火箭引擎，每顆推力可達667千牛頓。第二節使用一顆維京4B引擎，第三節一顆使用液態氧及液態氫的HM7-B引擎。AR 44L則有最多的四枚捆綁式液態燃料輔助火箭，為四節式火箭，重470噸，可酬載4730公斤至地球同步軌道或7600公斤至低地球軌道。
| 火箭型號 | 液体助推器 | 固体助推器 | 發射次數 | 成功次數 | 失敗日期      |
| -------- | ---------- | ---------- | -------- | -------- | ------------- |
| AR 40    | -          | -          | 7        | 7        | -             |
| AR 42L   | 2          | -          | 13       | 13       | -             |
| AR 42P   | -          | 2          | 15       | 14       | 1994年12月1日 |
| AR 44L   | 4          | -          | 40       | 39       | 1990年2月22日 |
| AR 44LP  | 2          | 2          | 26       | 25       | 1994年1月24日 |
| AR 44P   | -          | 4          | 15       | 15       | -             |

## 發射歷史
亞利安4號運載火箭完成116次發射，成功率達97.45%。由於亞利安5號運載火箭可酬載較重之衛星，因此亞利安4號運載火箭被淘汰。最後一次發射於2003年2月15日，發射Intelsat 907人造衛星至地球同步軌道。

## 註腳
1. ↑  Structure Porteuse Externe de Lancement Double Ariane，此為法語，指的是外部酬載量增加兩倍的質量

## 外部連結
- Ariane 4 launchers（页面存档备份，存于）
- Ariane 4 （页面存档备份，存于）